# Erylus nobilis
Erylus nobilis is een sponzensoort uit de familie Geodiidae in de klasse gewone sponzen (Demospongiae).
De wetenschappelijke naam van de soort werd in 1900 gepubliceerd door Thiele.